# 紀元前641年
紀元前641年（きげんぜん641ねん）は、西暦（ローマ暦）による年。紀元前1世紀の共和政ローマ末期以降の古代ローマにおいては、ローマ建国紀元113年として知られていた。紀年法として西暦（キリスト紀元）がヨーロッパで広く普及した中世時代初期以降、この年は紀元前641年と表記されるのが一般的となった。

## 他の紀年法
- 干支 : 庚辰
- 日本
  - 皇紀20年
  - 神武天皇20年
- 中国
  - 周 - 襄王11年
  - 魯 - 僖公19年
  - 斉 - 孝公2年
  - 晋 - 恵公10年
  - 秦 - 穆公19年
  - 楚 - 成王31年
  - 宋 - 襄公10年
  - 衛 - 文公19年
  - 陳 - 穆公7年
  - 蔡 - 荘侯5年
  - 曹 - 共公12年
  - 鄭 - 文公32年
  - 燕 - 襄公17年
- 朝鮮
  - 檀紀1693年
- ユダヤ暦 : 3120年 - 3121年

## できごと

### 中国
- 宋が滕の宣公を捕らえた。
- 宋の襄公は鄫子（鄫の君主）を次睢の社で犠牲に捧げるよう邾の文公に命じた。
- 宋軍が曹を包囲した。
- 衛軍が邢を攻撃した。
- 陳・蔡・楚・鄭の大夫が斉で盟を交わした。
- 秦が梁を滅ぼした。

## 死去
- トゥッルス・ホスティリウス